# Смольково (Ленинградская область)
Смолько́во (фин. Smolkkova, Molkkuva) — деревня в Гатчинском муниципальном округе Ленинградской области.

## История
Согласно 6-й ревизии 1811 года мыза Смольково с деревнями принадлежала вдове надворного советника Е. И. Любимовой.
Деревня Смолькова из 18 дворов упоминается на «Топографической карте окрестностей Санкт-Петербурга» Ф. Ф. Шуберта 1831 года.
Согласно 8-й ревизии 1833 года мыза и деревня Смольково принадлежали жене коллежского советника Е. В. Мейеровой.

СМОЛЬКОВА — мыза и деревня принадлежат коллежскому советнику Мейеру, число жителей по ревизии: 35 м. п., 32 ж. п. (1838 год)

В пояснительном тексте к этнографической карте Санкт-Петербургской губернии П. И. Кёппена 1849 года она записана как деревня Smolkowa (Смолькова) и указано количество её жителей на 1848 год: ижоры — 12 м. п., 17 ж. п., савакотов — 10 м. п., 17 ж. п., всего 56 человек. Ижоры относились к православному Дылицкому Владимирскому приходу, савакоты — к лютеранскому приходу Спанккова.

СМОЛЬКОВА — деревня статского советника Куторги, по просёлочной дороге, число дворов — 11, число душ — 23 м. п. (1856 год)

Согласно «Топографической карте частей Санкт-Петербургской и Выборгской губерний» в 1860 году деревня называлась Смольково и насчитывала 10 крестьянских дворов.

СМОЛЬКОВО (СМОЛЬНОВО) — мыза владельческая при ключе и пруде, число дворов — 3, число жителей: 9 м. п., 10 ж. п.

СМОЛЬКОВО (СМОЛЬНОВО) — деревня владельческая при колодце, число дворов — 12, число жителей: 23 м. п., 40 ж. п.
(1862 год)

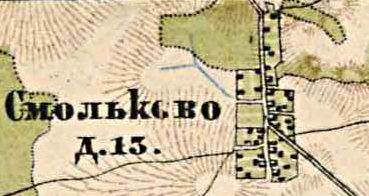
План деревни Смольково. 1885 год

В 1885 году деревня Смольково насчитывала 13 дворов.
Согласно материалам по статистике народного хозяйства Петергофского уезда 1887 года, мыза Смольково площадью 1134 десятины принадлежала вице-адмиралу Л. Х. Гарнаку, она была приобретена в 1870 году за 16 000 рублей; вторая мыза Смольково площадью 112 десятин принадлежала эстляндскому уроженцу Ю. Ковалику, она была приобретена в 1886 году за 3000 рублей; третья мыза Смольково принадлежала эстляндскому уроженцу И. Рейчу, она была приобретена в 1886 году.
В конце XIX века деревня административно относилась к Губаницкой волости 1-го стана Петергофского уезда Санкт-Петербургской губернии, в начале XX века — 2-го стана. Население деревни было исключительно финским.
По данным «Памятной книжки Санкт-Петербургской губернии» за 1905 год мыза Смольково площадью 1135 десятин принадлежала потомственному почётному гражданину Никите Алексеевичу Алексееву.
К 1913 году количество дворов уменьшилось до 10.
С 1917 по 1922 год деревня Смольково входила в состав Смольковского сельсовета Губаницкой волости Петергофского уезда.
С 1922 года в составе Елизаветинского сельсовета.
С 1923 года в составе Венгисаровской волости Гатчинского уезда.
С 1926 года в составе Смольковского сельсовета Венгисаровской волости. Согласно данным переписи населения СССР 1926 года в деревне Смольково Смольковского сельсовета Венгисаровской волости Троцкого уезда проживали 112 человек — русские и финны.
С 1927 года в составе Волосовского района.
В 1928 году население деревни Смольково также составляло 112 человек.
По данным 1933 года деревня Смольково являлась административным центром Смольковского сельсовета Волосовского района, в который входили 13 населённых пунктов: деревни Заполье, Новое Ермолино, Старое Ермолино, Колодези, Новые Фолоповицы, Ознаково, Пульево, Рабболово, Смольково, Фьюнатово, Яскелево, посёлки Алексеевка и Смольковский, общей численностью населения 1613 человек.
Согласно топографической карте 1934 года деревня насчитывала 10 двора.
По данным 1936 года в состав Смольковского сельсовета входили 12 населённых пунктов, 312 хозяйств и 8 колхозов. Административным центром сельсовета была деревня Алексеевка.
Деревня была освобождена от немецко-фашистских оккупантов 24 января 1944 года.
В 1958 году население деревни Смольково составляло 68 человек.
С 1959 года, составе Елизаветинского сельсовета Гатчинского района.
По данным 1966, 1973 и 1990 годов деревня Смольково также входила в состав Елизаветинского сельсовета.
В 1997 году в деревне проживали 7 человек, в 2002 году — 10 человек (русские — 80 %), в 2007 году — также 10.

## География
Деревня расположена в северо-западной части района к северу от автодороги 41А-002 (Гатчина — Ополье).
Расстояние до административного центра поселения, посёлка Елизаветино — 3 км.
Расстояние до ближайшей железнодорожной станции Елизаветино — 3 км.

## Демография
| 1862 | 2007 | 2010 | 2017 |
| ---- | ---- | ---- | ---- |
| 82   | ↘10  | ↗41  | ↘11  |

### Национальный состав
Согласно данным Всероссийской переписи населения 2021 года в деревне проживали 144 человека, из них:
 русские — 143, финны — 1 человек.